# Vieux-Berquin
Cet article possède des paronymes, voir Neuf-Berquin et Berquin.
Vieux-Berquin est une commune française, située dans le département du Nord en région Hauts-de-France.

## Géographie

### Localisation
Vieux-Berquin est une commune de la Flandre française jouxtant par l'est Hazebrouck et par le sud Bailleul, située à quelques kilomètres de la Frontière franco-belge, à 31 km à vol d'oiseau à l'ouest de Lille, 18 km au nord de Béthune, 28 km à l'est de Saint-Omer, 16 km au sud-est de Cassel et à 24 km au sud-ouest d'Ypres.
Elle se trouve dans l'aire d'attraction de Lille (partie française) et dans la zone d'emploi de cette ville, dans l'unité urbaine de Béthune et dans le bassin de vie de Merville

### Communes limitrophes
Les communes limitrophes sont Pradelles, Bailleul, Borre, Le Doulieu, Hazebrouck, Merris, Merville, Morbecque, Neuf-Berquin et Strazeele.

### Géologie et relief
La superficie de la commune est de 25,96 km2 ; son altitude varie de 15  à   20 mètres.

### Hydrographie

#### Réseau hydrographique
La commune est située dans le bassin Artois-Picardie. Elle est drainée par la Bourre, la Meteren Becque, la Plate Becque, le Courant du Pont du Beurre - Courant de l'Hautdyck, la Breyne Becque et divers autres petits cours d'eau,.
La Bourre, d'une longueur de 19 km, prend sa source dans la commune de Lynde et se jette  dans le canal d'Hazebrouck en limite de Morbecqueet de Vieux-Berquin, après avoir traversé huit communes.
La Meteren Becque, d'une longueur de 19 km, prend sa source dans la commune de Méteren et se jette  dans la Lys à Estaires, après avoir traversé sept communes.
La Plate Becque, d'une longueur de 16 km, prend sa source dans la commune de Pradelles et se jette  dans le canal d'Hazebrouck à Merville, après avoir traversé six communes.
Le canal d'Hazebrouck, d'une longueur de 15 km, prend sa source dans la commune de Hazebrouck et se jette  dans la Lys à Merville, après avoir traversé quatre communes.

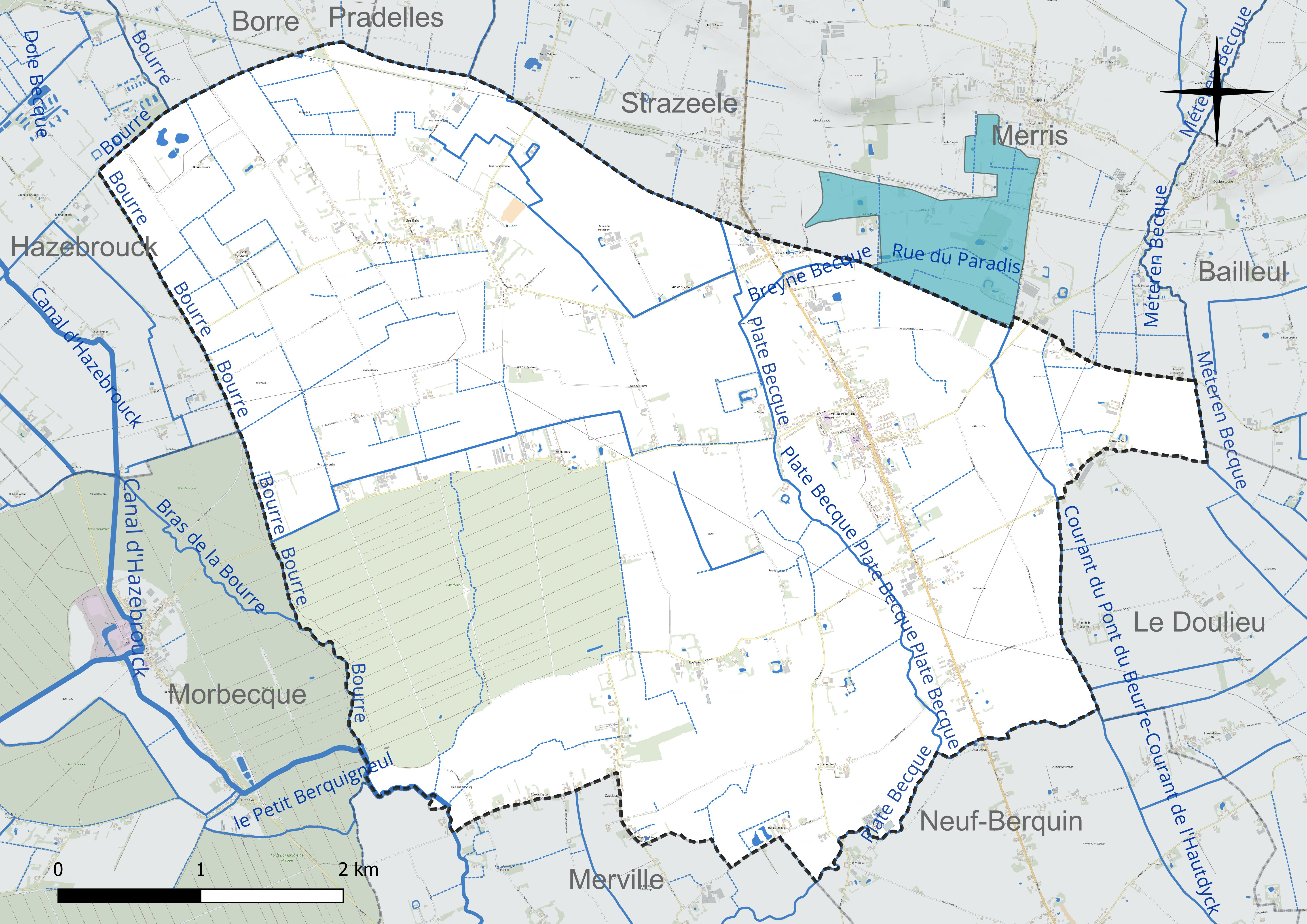
Carte hydrographique de la commune.
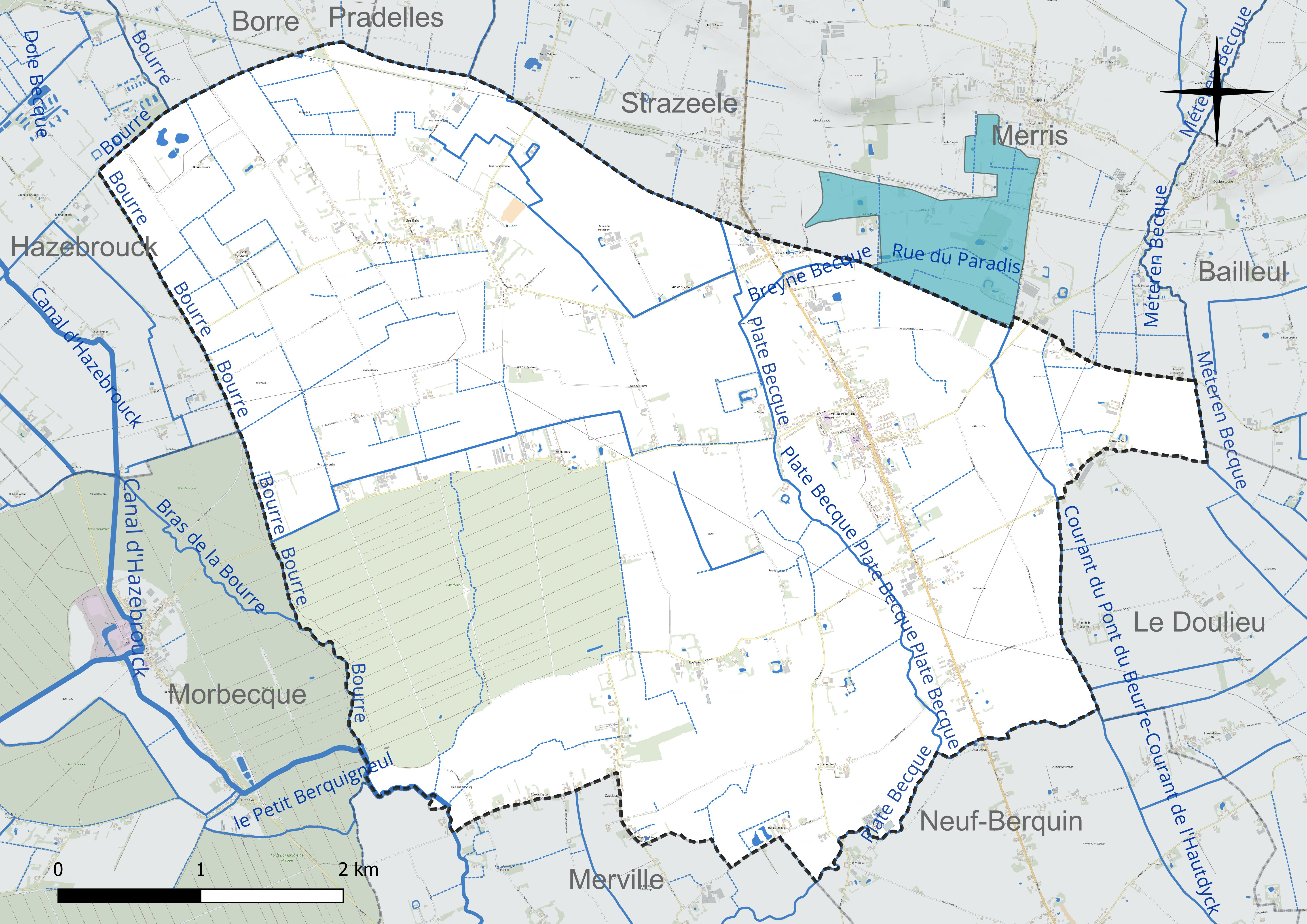
Réseau hydrographique de Vieux-Berquin.

#### Gestion et qualité des eaux
Le territoire communal est couvert par le schéma d'aménagement et de gestion des eaux (SAGE) « Lys ». Ce document de planification concerne un territoire de 1 835 km2 de superficie, délimité par le bassin versant de la Lys. Le périmètre a été arrêté le 29 mai 1995 et le SAGE proprement dit a été approuvé le 6 août 2010, puis révisé le 20 septembre 2019. La structure porteuse de l'élaboration et de la mise en œuvre est le syndicat mixte pour l'élaboration du SAGE de la Lys (SYMSAGEL).
La qualité des cours d'eau peut être consultée sur un site dédié géré par les agences de l'eau et l'Agence française pour la biodiversité.

### Climat
Pour des articles plus généraux, voir Climat des Hauts-de-France et Climat du Nord.
En 2010, le climat de la commune est de type climat océanique dégradé des plaines du Centre et du Nord, selon une étude du CNRS s'appuyant sur une série de données couvrant la période 1971-2000. En 2020, Météo-France publie une typologie des climats de la France métropolitaine dans laquelle la commune est exposée à un climat océanique et est dans la région climatique Côtes de la Manche orientale, caractérisée par un faible ensoleillement (1 550 h/an) ; forte humidité de l'air (plus de 20 h/jour avec humidité relative > 80 % en hiver), vents forts fréquents.
Pour la période 1971-2000, la température annuelle moyenne est de 10,7 °C, avec une amplitude thermique annuelle de 13,9 °C. Le cumul annuel moyen de précipitations est de 707 mm, avec 12,1 jours de précipitations en janvier et 8,7 jours en juillet. Pour la période 1991-2020, la température moyenne annuelle observée sur la station météorologique la plus proche, située sur la commune de Steenvoorde à 13 km à vol d'oiseau, est de 11,2 °C et le cumul annuel moyen de précipitations est de 727,8 mm,. Pour l'avenir, les paramètres climatiques de la commune estimés pour 2050 selon différents scénarios d'émission de gaz à effet de serre sont consultables sur un site dédié publié par Météo-France en novembre 2022.

### Paysages
La commune comprend pour 350 ha de la forêt domaniale de Nieppe.

## Urbanisme

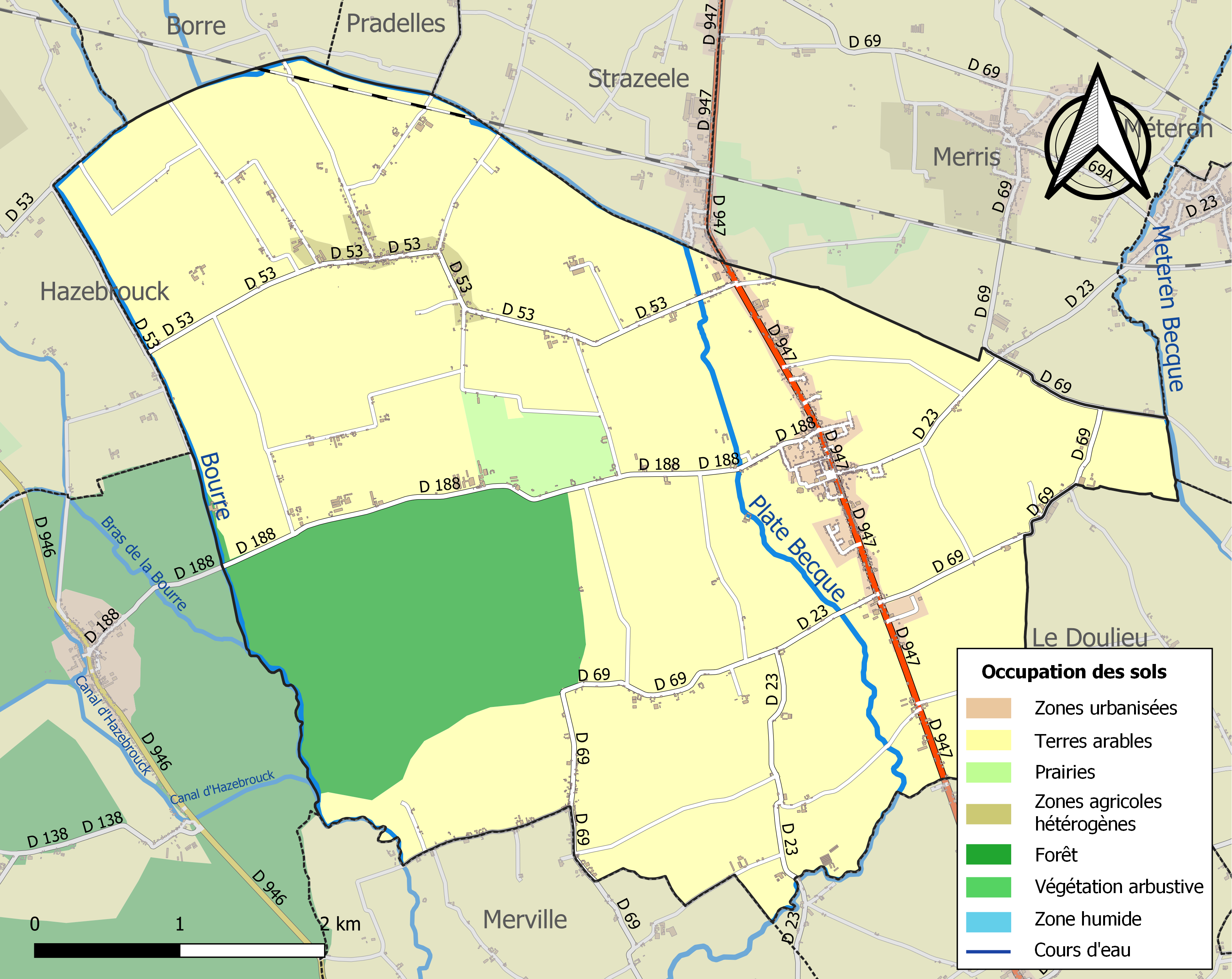
Carte des infrastructures et de l'occupation des sols de la commune en 2018 (CLC).

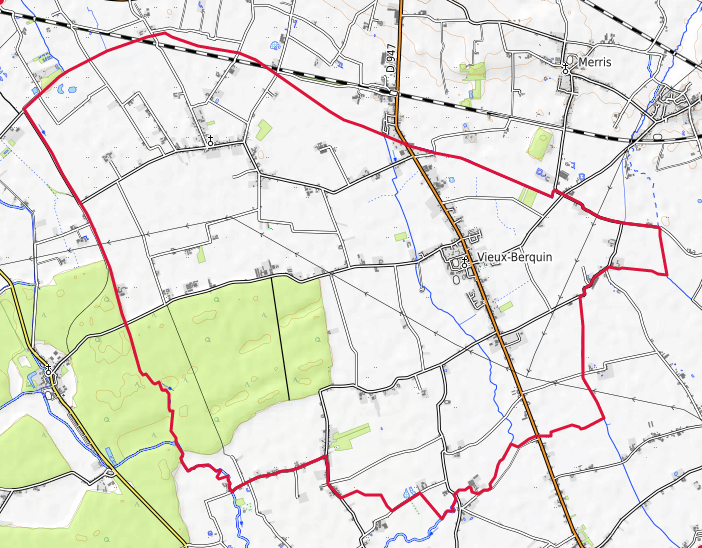
Carte topographique de la commune.

### Typologie
Au 1er janvier 2024, Vieux-Berquin est catégorisée bourg rural, selon la nouvelle grille communale de densité à sept niveaux définie par l'Insee en 2022.
Elle appartient à l'unité urbaine de Béthune, une agglomération inter-départementale regroupant 94  communes, dont elle est une commune de la banlieue,,. Par ailleurs la commune fait partie de l'aire d'attraction de Lille (partie française), dont elle est une commune de la couronne,. Cette aire, qui regroupe 201 communes, est catégorisée dans les aires de 700 000 habitants ou plus (hors Paris),.

### Occupation des sols
L'occupation des sols de la commune, telle qu'elle ressort de la base de données européenne d'occupation biophysique des sols Corine Land Cover (CLC), est marquée par l'importance des territoires agricoles (83,8 % en 2018), une proportion sensiblement équivalente à celle de 1990 (84,4 %). La répartition détaillée en 2018 est la suivante : 
terres arables (80,7 %), forêts (13,8 %), zones urbanisées (2,4 %), prairies (2 %), zones agricoles hétérogènes (1 %). L'évolution de l'occupation des sols de la commune et de ses infrastructures peut être observée sur les différentes représentations cartographiques du territoire : la carte de Cassini (XVIIIe siècle), la carte d'état-major (1820-1866) et les cartes ou photos aériennes de l'IGN pour la période actuelle (1950 à aujourd'hui).

### Morphologie urbaine
Vieux-Berquin est un village flamand à caractère rural.

### Lieux-dits, hameaux et écarts
La commune regroupe deux hameaux, Sec-Bois et Caudescure, ce dernier étant partagé avec Merville.

### Habitat et logement
En 2021, le nombre total de logements dans la commune était de 1 109, alors qu'il était de 991 en 2016 et de 971 en 2011.
Parmi ces logements, 92,1 % étaient des résidences principales, 0,5 % des résidences secondaires et 7,4 % des logements vacants. Ces logements étaient pour 96,3 % d'entre eux des maisons individuelles et pour 3,5 % des appartements.
Le tableau ci-dessous présente la typologie des logements à Vieux-Berquin en 2021 en comparaison avec celle du Nord et de la France entière. Une caractéristique marquante du parc de logements est ainsi la faible proportion des résidences secondaires et logements occasionnels (0,5 %) par rapport au département (1,8 %) et à la France entière (9,7 %).
| Typologie                                               | Vieux-Berquin | Nord | France entière |
| ------------------------------------------------------- | ------------- | ---- | -------------- |
| Résidences principales (en %)                           | 92,1          | 90,9 | 82,2           |
| Résidences secondaires et logements occasionnels (en %) | 0,5           | 1,8  | 9,7            |
| Logements vacants (en %)                                | 7,4           | 7,4  | 8,1            |

## Toponymie
Le nom de la localité est attesté sous les formes Berkin (1187), Berchin (1212), Brekin (1215), Zuut Berkin (1385), Noortberkim (1392), Neufberkin (XIVe siècle).
La commune se nomme Noordberkin en flamand occidental, Oud-Berkijn et Noord-Berkijn en néerlandais.

## Histoire
Une voie romaine menant de Cassel au pont d'Estaires, par Caëstre, Strazeele, et Neuf-Berquin, passait par Vieux-Berquin. Des fers à cheval et des armes romaines ont été retrouvés à proximité.
La première mention écrite du nom du village (Berkin) remonte a 1160 en étant cité dans une charte féodale émanant du comte de Flandre Robert II.
Moyen Âge : Vieux-Berquin possède plusieurs seigneureries (mottes féodales): la seigneurerie de Berquin (35,4 hectares), la seigneurerie du Plessy (26,5 hectares), la seigneurerie de la Grande Jumelle, la seigneurerie de la Bleutour (39 hectares), la seigneurerie de l'Escague, de Beaulieu et de Morroy, la seigneurerie du Chatelet de l'Escague (4,2 hectares), la seigneurerie de Caudescure, la seigneurerie d'Ophove (23,5 hectares), seigneureries d'Oudenhove, d'Avenhouck et de Soitsacker, la seigneurerie de Sec-Bois (Drooghout en flamand), la seigneurerie de la grande Vénerie et de la petite Vénerie, la seigneurerie de Zevecot (27,6hectares).
Avant la Révolution française, la paroisse était incluse dans le diocèse de Thérouanne, puis à la disparition de celui-ci dans le diocèse de Saint-Omer.
En 1160, le comte de Flandre Thierry d'Alsace, et son fils Philippe d'Alsace, donnent à Berkin une keure (charte communale).
Vieux Berquin eut beaucoup à souffrir de la première guerre mondiale : elle reçut à ce titre la Croix de guerre 1914-1918.

## Politique et administration

### Rattachements administratifs et électoraux

#### Rattachements administratifs
La commune se trouve depuis 1926 dans l'arrondissement de Dunkerque du département du Nord
Elle faisait partie depuis 1801 du canton de Bailleul-Sud-Ouest. Dans le cadre du redécoupage cantonal de 2014 en France, cette circonscription administrative territoriale a disparu, et le canton n'est plus qu'une circonscription électorale.

#### Rattachements électoraux
Pour les élections départementales, la commune fait partie depuis 2014 du canton de Bailleul
Pour l'élection des députés, elle fait partie de la Quinzième circonscription du Nord.

### Intercommunalité
Vieux-Berquin était membre de la communauté de communes rurales des Monts de Flandre, un établissement public de coopération intercommunale (EPCI) à fiscalité propre créé en 1993 et auquel la commune avait transféré un certain nombre de ses compétences, dans les conditions déterminées par le code général des collectivités territoriales.
Conformément aux prescriptions de la loi de réforme des collectivités territoriales du 16 décembre 2010, qui a prévu le renforcement et la simplification des intercommunalités et la constitution de structures intercommunales de grande taille, celle-ci  a fusionné avec ses voisines pour former, le 1er janvier 2014, la communauté de communes de Flandre intérieure, qui s'est transormée le 1er janvier 2024 en communauté d'agglomération sous la dénomination de communauté d'agglomération Cœur de Flandre, dite Cœur de Flandre Agglo.
Vieux-Berquin  en est désormais membre

### Liste des maires
| Période         | Période                      | Identité                  | Étiquette   | Qualité |
| --------------- | ---------------------------- | ------------------------- | ----------- | --- |
| avant 1802-1803 |                              | C. Dubaele                |             | |
| avant 1807      |                              | M. Delabre                |             | |
| 1816            | 1838                         | Jean Baptiste Degroote    |             | |
| 1809            |                              | Pierre Louis Deroo        |             | |
| 1838            | 1848                         | François Cappon           |             | |
| 1848            | 1861                         | Auguste Joseph Wicart     |             | |
| 1861            | 1870                         | Jacques Jean-Louis Loones |             | |
| 1870            | 1871                         | Émile Potie               |             | |
| 1874            | 1876                         | Henri Petitprez           |             | |
| 1876            | 1916                         | Stanislas Biebuyck        |             | Officier d'Académie |
| 1916            | 1919                         | Henri Traisnel            |             | |
| 1919            | 1925                         | André Biebuyck            | Libéral     | Fabricant de toile Conseiller d'arrondissement (1907 → 1925)                                                           |
| 1925            | 1929                         | Charles Paquet            |             | |
| 1929            | 1933                         | Auguste Moreel            |             | |
| 1933            | 1945                         | René Duflos               |             | |
| 1945            | août 1970                    | Albert Protin             | DVD         | Médecin Conseiller général de Bailleul-Sud-Ouest (1964 → 1970) Mort en fonction                                        |
| 1970            | juin 1995                    | Thérèse Protin-Becquaert  | RI puis UDF | Veuve d'Albert Protin Conseillère générale de Bailleul-Sud-Ouest (1970 → 1988) Chevalier de l'Ordre national du mérite |
| juin 1995       | mars 2023,                   | Jean-Paul Salomé          | DVD         | Ingénieur chimiste Démissionnaire                                                                                      |
| mars 2023,      | En cours (au 2 juillet 2024) | Pierre-Louis Ruyant       | SE          | Conseiller principal d'éducation en collège                                                                            |

### Jumelages
| Ville | Ville         | Pays | Pays      | Période         |
| ----- | ------------- | ---- | --------- | --------------- |
|       | Nentershausen |      | Allemagne | depuis mai 1975 |

Vieux-Berquin est jumelée depuis le 11 octobre 1975 avec le village de Nentershausen, de la Verbandsgemeinde de Montabaur, dans l'arrondissement de Westerwald, dans la région de Rhénanie-Palatinat en Allemagne. Les 2 communes sont distantes l'une de l'autre de 470 kilometres.

## Équipements et services publics

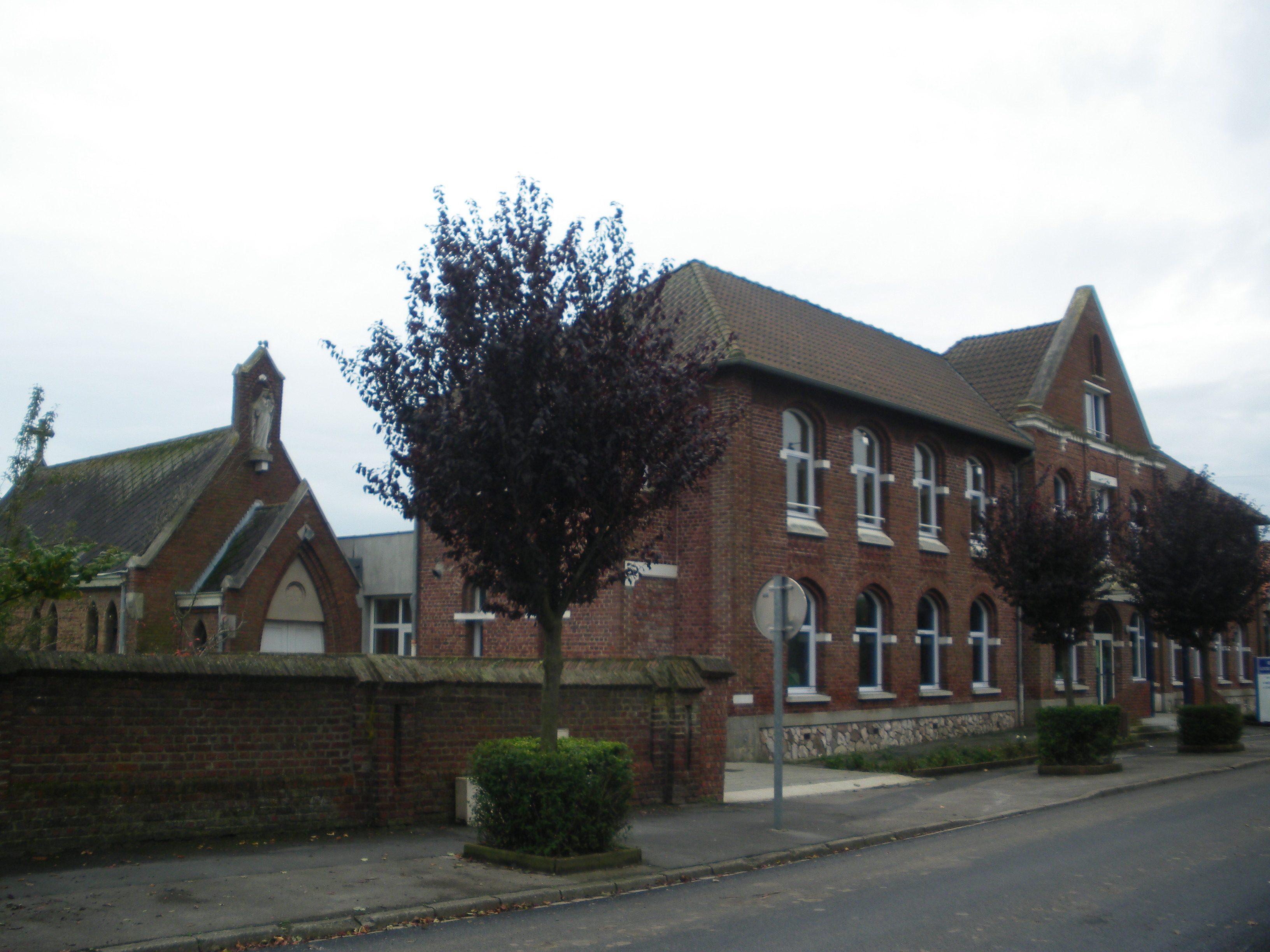
L'ancien hospice reconverti en espace médiathèque et maison des associations "Louis de Berquin".
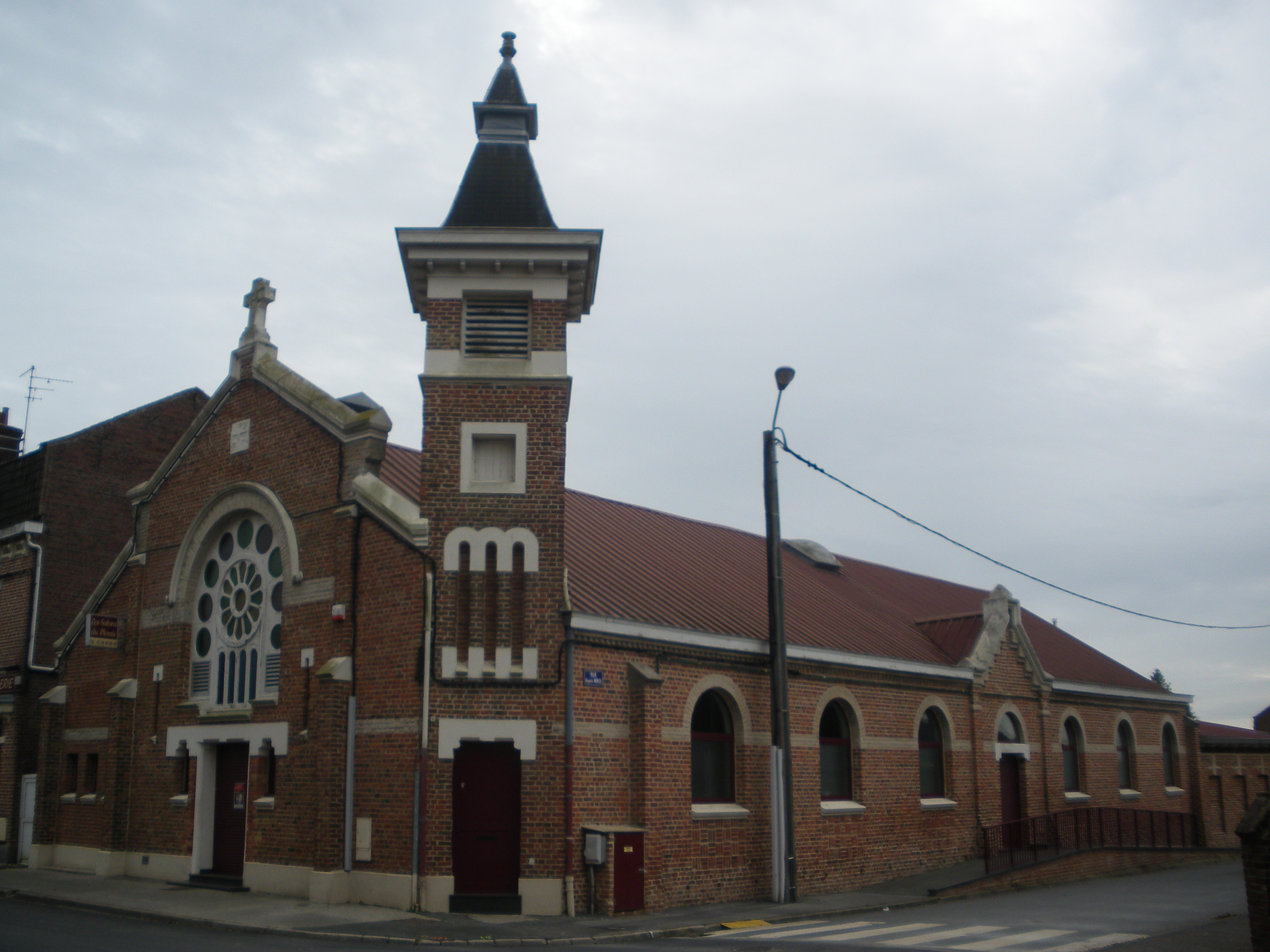
La salle du Plessis.

## Population et société

### Démographie

#### Évolution démographique
L'évolution du nombre d'habitants est connue à travers les recensements de la population effectués dans la commune depuis 1793. Pour les communes de moins de 10 000 habitants, une enquête de recensement portant sur toute la population est réalisée tous les cinq ans, les populations de référence des années intermédiaires étant quant à elles estimées par interpolation ou extrapolation. Pour la commune, le premier recensement exhaustif entrant dans le cadre du nouveau dispositif a été réalisé en 2008.

En 2022, la commune comptait 2 641 habitants, en évolution de +5,14 % par rapport à 2016 (Nord : +0,51 %, France hors Mayotte : +2,11 %).
| 1793  | 1800  | 1806  | 1821  | 1831  | 1836  | 1841  | 1846  | 1851  |
| ----- | ----- | ----- | ----- | ----- | ----- | ----- | ----- | ----- |
| 3 424 | 3 474 | 3 437 | 3 317 | 3 517 | 3 552 | 3 482 | 3 463 | 3 364 |

| 1856  | 1861  | 1866  | 1872  | 1876  | 1881  | 1886  | 1891  | 1896  |
| ----- | ----- | ----- | ----- | ----- | ----- | ----- | ----- | ----- |
| 3 204 | 3 267 | 3 278 | 3 379 | 3 264 | 3 217 | 3 200 | 3 107 | 2 986 |

| 1901  | 1906  | 1911  | 1921  | 1926  | 1931  | 1936  | 1946  | 1954  |
| ----- | ----- | ----- | ----- | ----- | ----- | ----- | ----- | ----- |
| 2 810 | 2 778 | 2 713 | 1 906 | 2 196 | 2 035 | 2 033 | 1 963 | 1 876 |

| 1962  | 1968  | 1975  | 1982  | 1990  | 1999  | 2006  | 2008  | 2013  |
| ----- | ----- | ----- | ----- | ----- | ----- | ----- | ----- | ----- |
| 1 906 | 1 864 | 1 759 | 1 949 | 2 092 | 2 185 | 2 277 | 2 304 | 2 497 |

| 2018  | 2022  | - | - | - | - | - | - | - |
| ----- | ----- | - | - | - | - | - | - | - |
| 2 503 | 2 641 | - | - | - | - | - | - | - |

#### Pyramide des âges
La population de la commune est relativement jeune.
En 2018, le taux de personnes d'un âge inférieur à 30 ans s'élève à 35,5 %, soit en dessous de la moyenne départementale (39,5 %). À l'inverse, le taux de personnes d'âge supérieur à 60 ans est de 23,8 % la même année, alors qu'il est de 22,5 % au niveau départemental.
En 2018, la commune comptait 1 215 hommes pour 1 288 femmes, soit un taux de 51,46 % de femmes, légèrement inférieur au taux départemental (51,77 %).
Les pyramides des âges de la commune et du département s'établissent comme suit.
| Hommes | Classe d’âge | Femmes |
| ------ | ------------ | ------ |
| 1,0    | 90 ou +      | 2,6    |
| 6,4    | 75-89 ans    | 8,2    |
| 13,7   | 60-74 ans    | 15,5   |
| 21,7   | 45-59 ans    | 20,0   |
| 19,8   | 30-44 ans    | 20,0   |
| 16,5   | 15-29 ans    | 13,1   |
| 20,7   | 0-14 ans     | 20,6   |

| Hommes | Classe d’âge | Femmes |
| ------ | ------------ | ------ |
| 0,5    | 90 ou +      | 1,4    |
| 5,3    | 75-89 ans    | 8,1    |
| 14,8   | 60-74 ans    | 16,2   |
| 19,1   | 45-59 ans    | 18,4   |
| 19,5   | 30-44 ans    | 18,7   |
| 20,7   | 15-29 ans    | 19,1   |
| 20,2   | 0-14 ans     | 18     |

### Cultes
Les fidèles catholiques sont regroupés au sein de la paroisse Notre-Dame du Doux-Berquin

## Économie
La dominante paysagère est celle d'une agriculture intensive. Ce sont la polyculture et le polyélevage qui sont prédominants. Le recensement agricole de 2010 dénombre 45 exploitations agricoles (contre 65 pour celui de 2000 et 85 pour celui de 1998) pour 55 UTA. La surface classée en superficie agricole utile pour les exploitants ayant leur siège dans la commune est de 2 158 hectares.

## Culture locale et patrimoine

### Lieux et monuments
- Les mottes féodales :

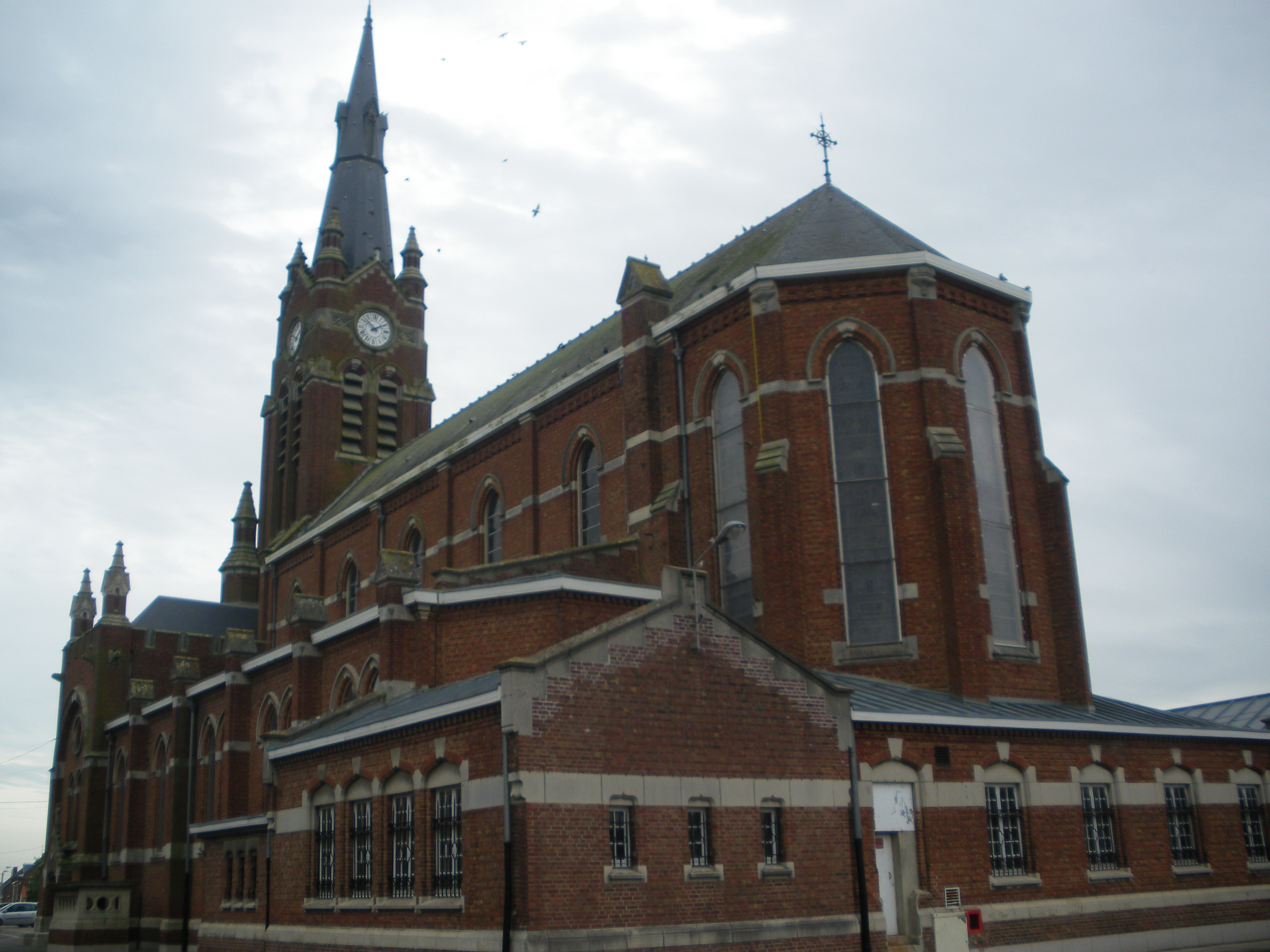
L'église Saint Barthélémy.

  - Motte féodale avec basse-cour adjacente du « Plessy » (cad. ZH 102 à 104) Inscrit MH (1980)[46]. 
Le parc boisé, les jardins et le château occupaient le très grand enclos rectangulaire (310 x 210 m) situé entre la forêt et le village, et qui reste encore bien marqué aujourd'hui par un fossé d'enceinte et la Plate Becque. À l'entrée sud se trouvent la motte et la basse cour entourées d'eau. 
La motte est ronde (diamètre 35 m) de même niveau que les terres voisines. Elle est reliée au sud à la basse cour par une étroite bande de terre dont la confection inachevée au nord résulte d'enlèvements sur la motte sur le côté ouest de la basse cour. Autrefois, la motte devait être un îlot. La basse cour se présente comme une terrasse rectangulaire de 60 x 40 m et surélevée d'un mètre environ. Son fossé, profond de 2 m au plus, a été rebouché en deux points pour permettre un passage direct des bâtiments de ferme vers les terres d'exploitation. La longue aire rectangulaire entourée d'un fossé dans l'angle de l'enclos correspondrait à l'emplacement du dernier château détruit sous la révolution.
  - Motte féodale (cad. ZO 22, 23)  Inscrit MH (1988)[47] : 
 Située entre la Becque et le chemin Coevoet, cette ancienne motte féodale est située sur le bord droit de la Plate Becque dans une prairie entourée d'un fossé de drainage et d'une haie vive correspondant vraisemblablement à l'ancien parc seigneurial du lieu. 
La motte est approximativement circulaire de 38 m de diamètre, et présente un léger profil en coupole qui atteint au plus 1 m d'élévation par rapport au niveau du passage comblé. Son fossé de tour fait 10 à 15 m de large et environ 1 m de profondeur avec une hauteur d'eau qui dépasse souvent les 50 cm. À l'Est, un bief maintenant bouché en deux endroits assurait son raccord et celui du fossé d'enceinte de la pâture à la Plate becque.
  - La motte féodale de la seigneurie de Berquin n'existe plus; elle a été détruite lors de la reconstruction de l'église après la Première Guerre mondiale.
- La mairie et son petit beffroi, reconstruite en 1922-1923.
- L'église Saint-Barthélémy, inaugurée le 21 octobre 1934 par le Cardinal Liénart, évêque de Lille.
- L'église Saint-Charles-Borromée, au hameau de Sec-Bois, construite en 1921 et utilisée désormais comme salon de réception après avoir longtemps servi de salle paroissiale ou de cinéma.
- Grotte dédiée à la Vierge, bénie le 27 mai 1928.
- Ancien hospice reconverti en espace médiathèque et maison des associations "Louis de Berquin", inauguré en 1996.
- Mémoriaux et monuments aux morts : 
  - Le monument aux morts de la Grand-Place a été érigé en 1926. Il est orné d'une statue créée par le sculpteur Camille Debert. Y sont inscrits les noms de 109 soldats morts pour la France et 6 victimes civiles.
  - Monument aux morts, au hameau de Sec-Bois, a été inauguré  quelques mois avant le 18 octobre 1925. Réalisé à l'initiative d'un comité d'érection présidé par Ame Andries. Y sont inscrits les noms de 33 habitants du hameau  morts  en  1914/1918  (30 militaires et 3 victimes civiles).
  - Cimetières militaires du Commonwealth : 
    - Aval Wood Military Cemetery
    - Nieppe Bois (Rue du Bois) British Cemetery

  - Plaques commémoratives et commémoratives :
    - Le mémorial du marquis Bertrand Bouille se trouve rue de la Bleutour. Ce capitaine du 24ème régiment de dragons est mort pour la France le 11 octobre 1917 près de Verdun. Il descendait de la famille de Croix dont certains membres ont été seigneurs de la Bleutour avant la révolution.
    - Un cairn commémoratif offert par une association d'anciens combattants australiens, apposé sur le mur de la mairie le 12 avril 1983 en présence de l'ambassadeur d'Australie en France, en hommage aux soldats australiens ayant combattu à Vieux-Berquin durant la Première Guerre mondiale.

  - Chemin de mémoire, long de 6,7 km au départ de la grand-place du centre-bourg, qui permet de voir le centre-bourg et son monument aux morts, le site de la bataille de la Couronne, la rue de Seclin / Aval Wood et le site de la bataille de la Becque[48].

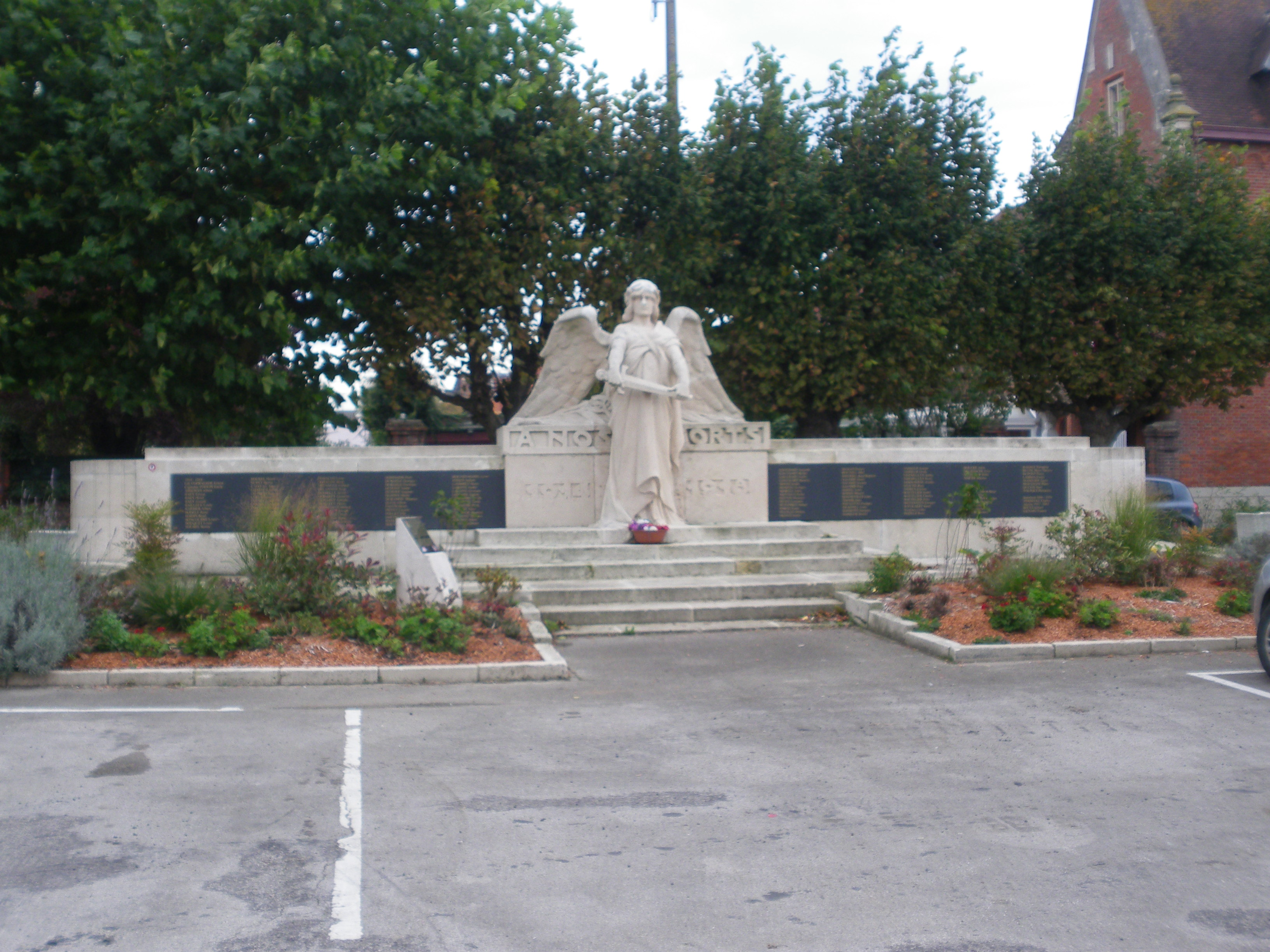
Monument aux morts du bourg.
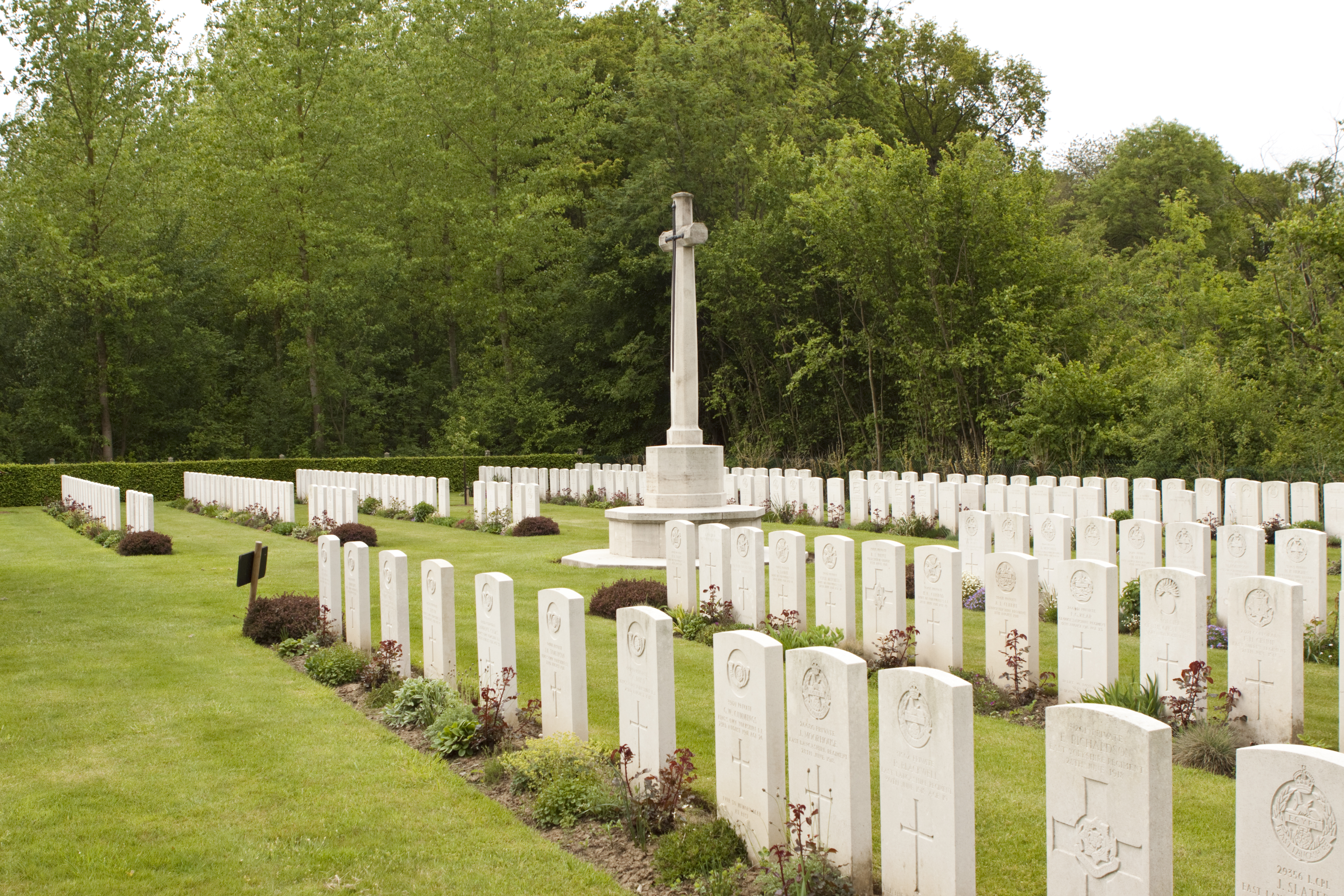
Aval Wood Military Cemetery.
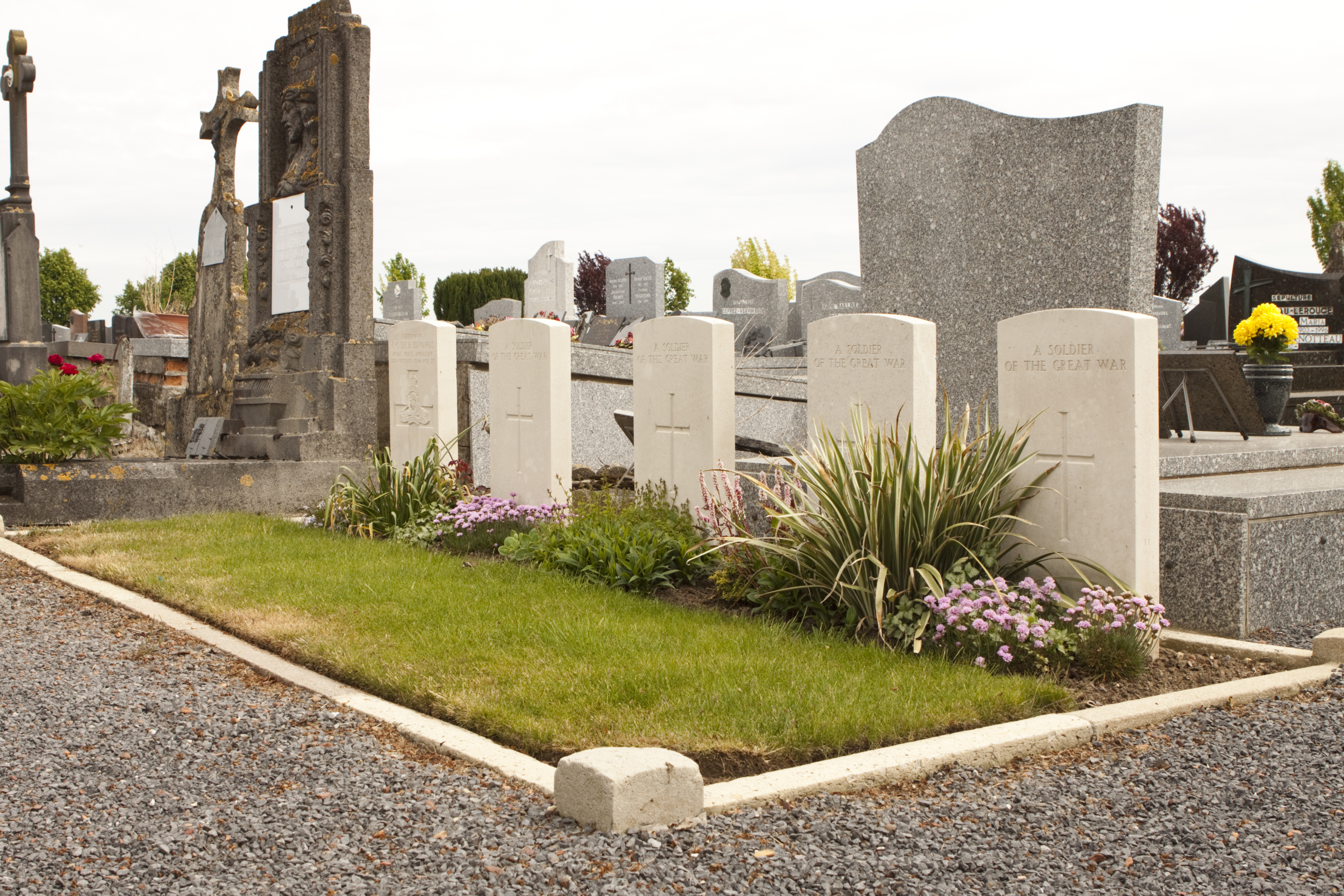
Partie militaire du cimetière communal.
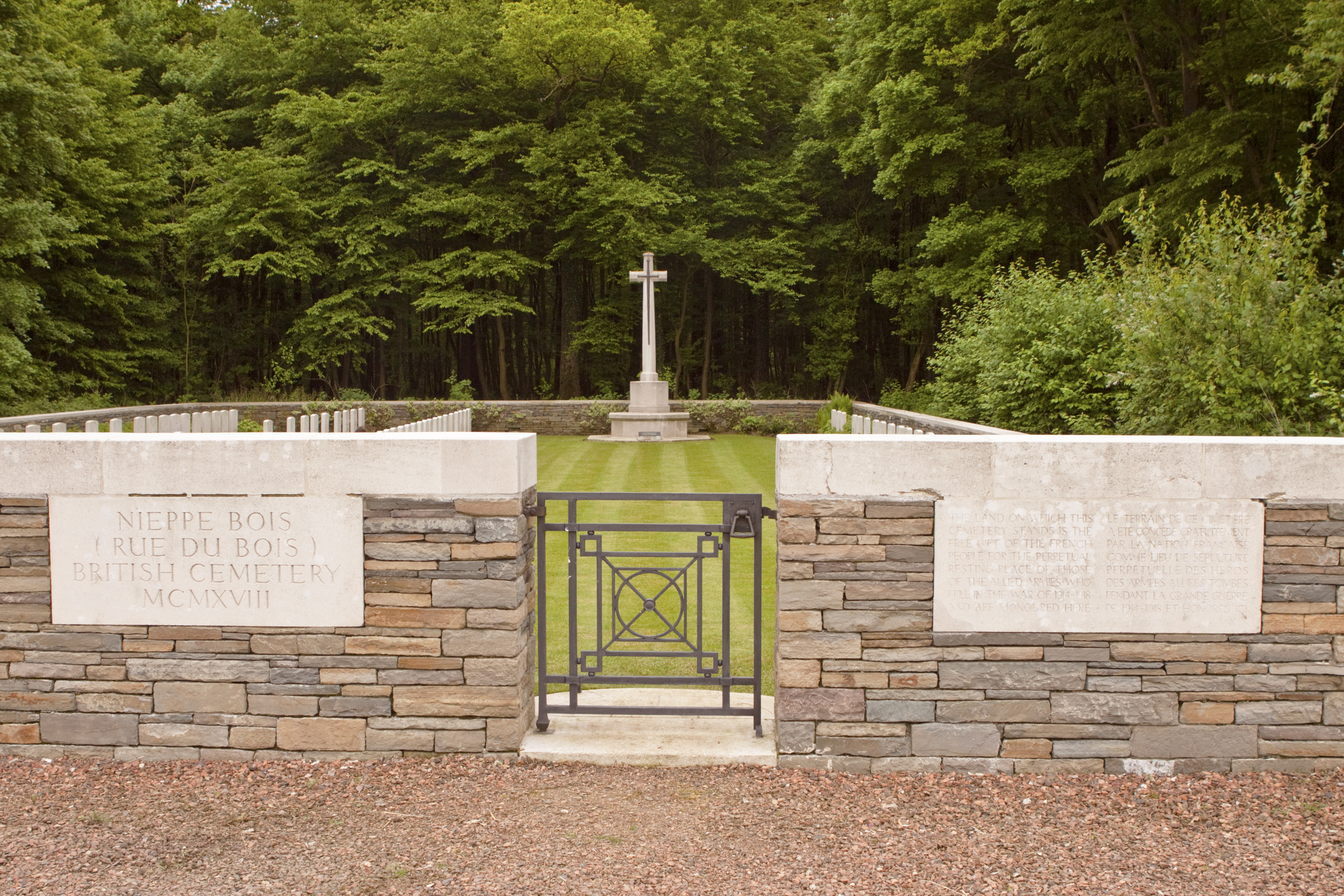
Nieppe Bois (Rue du Bois) British Cemetery.

- La chapelle Sainte-Apolline[49].
- La chapelle Saint-Gohard[49].

### Personnalités liées à la commune
- Louis de Berquin  (vers 1490 - 1529), avocat, fonctionnaire, linguiste et réformateur religieux français
- Abbé Jules-Auguste Lemire (1853-1928) : ecclésiastique et homme politique français, député-maire d'Hazebrouck
- Abel Pollet (1872 - 1909), l'un des chefs de la Bande Pollet, un groupe de grands criminels qui sévit principalement dans les départements français du Nord et du Pas-de-Calais ainsi qu'en Belgique de 1898 à 1906
- Morgane Ribout (1988-), judokate, y habite[50].

### Héraldique
| Blason de Vieux-Berquin | Blason  | D'or à cinq cotices de gueules. |
| Blason de Vieux-Berquin | Détails | Le blason représente les armoiries du seigneur Louis de Berquin; une alternance des flammes : 6 or et 5 sang. Les 5 flammes de sang rappellent que le seigneur Louis de Berquin a plusieurs membres de sa famille morts au combat pour le royaume. Les 6 flammes or rappellent que dans la famille du Seigneur Louis de Berquin il y a eu de nombreux preux chevaliers. La devise « A la bonne foy Berquin » signifie « sur la parole du Seigneur, on peut se fier »; il était garant d'un serment. Le statut officiel du blason reste à déterminer. |

## Pour approfondir